# Ulf Axén
Ulf Ivar Axén (* 14. Dezember 1932 in Hudiksvall, Schweden; † 30. November 2015 in Palma de Mallorca, Mallorca, Spanien) war ein schwedischer Filmarchitekt.

## Leben
Axén erhielt seine künstlerische Ausbildung an der Kunsthochschule Valand in Göteborg und bei Lester Polakov an New Yorks New York Studio and Forum of Stage Design. Mit knapp 32 Jahren stieß er als Szenenbildner zum Kinofilm. Axén stattete einige zentrale Filme des neuen schwedischen Kinos aus, darunter Tage Danielssons Inszenierung Apfelkrieg und Bo Widerbergs Joe Hill. Axén gestaltete aber auch die Filmbauten zu Inszenierungen anderer wichtiger Filmemacher seines Landes, darunter mehrfach Jan Troell, dessen drei Stunden langer Fernsehfilm über eine Nordpolexpedition, Der Flug des Adlers, Axén auf Spitzbergen gleichfalls mit Bauten versorgte.
Im Jahr 1997 war Ulf Axén nicht näher genannter Mitarbeiter bei Troells schwedisch-norwegischem Dokumentarfilm En frusen dröm. Danach zog er sich ins Privatleben zurück und lebte seine letzten rund 20 Lebensjahre überwiegend auf Mallorca. Lediglich im Sommer lehrte Ulf Axén nach Schweden zurück und verbrachte die Zeit auf seiner Oxelösund vorgelagerten Barke „Ninka“. Axén war mit der Kostümbildnerin Gunila Axén verheiratet.

## Filmografie (Auswahl)
- 1964: Älskling på vift
- 1964: Åsa-Nisse i popform
- 1965: Salta gubbar och sextanter
- 1970: Joe Hill (Joe Hill)
- 1971: Apfelkrieg (Äppelkriget)
- 1973: Fimpen, der Knirps (Fimpen) (nur Produktionsleitung)
- 1974: Gangsterfilm (Gängsterfilmen / En främling steg av taget)
- 1975: Ägget är löst!
- 1976: Der Mann auf dem Dach (Mannen på taket)
- 1976: Der Auftrag (Uppdraget)
- 1977: Das Spiel der Liebe und der Einsamkeit (Den alvarsamma leken)
- 1978: Victoria
- 1979: Kristoffers hus
- 1981: Die Hexe von Laupstad (Forføgelsen)
- 1982: Der Flug des Adlers (Ingenjör Andrées luftfärd)
- 1983: Öbergs på Lillöga (Fernsehserie)
- 1984: Ronja Räubertochter (Ronja Rövadottar)
- 1988: Nonni und Manni (TV-Mehrteiler)
- 1996: Vendetta